# Лучайский бунт (1858)
Лучайский бунт (1858—1861) — первое массовое выступление крестьян Лучайской волости Виленской губернии против крепостных порядков в Российской империи.

## Первые волнения
В 1858 году сопротивление жителей Лучайской волости крепостному гнету начало приобретать открытый характер. Недовольство жителей усилилось после намерения российских властей отобрать статус местечка у волостного центра Лучай.

## Массовые беспорядки
В начале 1861 года крестьянам было объявлено, что для составления «Уставных грамот» и подписания их крестьянами был определён двухгодичный срок — до 19 февраля 1863 года. Крестьяне, ожидавшие отмены крепостного права без выкупных платежей, стали высказывать свое недовольство.
23 июля 1861 года в представлении за № 52 мировой посредник 5-го участка Вилейского уезда Окушко докладывал в Вильно о неповиновении местным властям крестьян имения Лучай графа Мостовского.
27 июля 1861 года вспыхнули массовые беспорядки, когда крестьяне стали насильственно домогаться о перемене избранных должностных лиц среди местной администрации.
4 августа за № 56 сего 1861 года мировой посредник был вынужден повторно докладывать в Вильно о крестьянских волнениях. К представлениям прилагался акт о дерзости, буйстве и самоволии крестьян, составленный мировым посредником, земским исправником и местным становым приставом.
Возросший масштаб волнений и безуспешные меры по восстановлению порядка вынудили мирового посредника затем спешно приехать в г. Вильно, где его лично принял генерал-губернатор. Его высокопревосходительство главный начальник края в присутствии и.д. начальника губернии вице-губернатора Набокова и губернского предводителя дворянства Домейко объяснил мировому посреднику, что пришлёт штаб-офицера для приведения в исполнение предложений, указанных в акте.
7 августа 1861 года виленский вице-губернатор Набоков направил представление № 740 виленскому губернатору о волнениях крестьян имения Лучай Вилейского уезда, в котором, в частности, указывалась основная причина волнений среди крестьян: «Поводом к заблуждениям было подстрекательство некоторых из них, объявлявших дарованные им права, на основании которых будто бы окончательно прекращаются ныне же всякие обязательные их отношения к владельцам». Вице-губернатор в представлении также указывал на необходимость посылки роты солдат на квартиры в имение Лучай от расположенного в городе Вильно 1-го батальона Нарвского пехотного полка.
11 августа в Лучай прибыла рота солдат. Однако волнения среди крестьян только усилились. Крестьяне отказывались от исполнения издельной повинности и нарочно не давали настоящего приварка солдатам, хотя все они имели достаточно хлеба. Крестьяне перед ротным командиром Овечкиным высказались, что приведение роты для них не угроза. Бунтовщики говорили, что если только пожелают, то вместо одного солдата на дворе, они могут прокормить и по 50 солдат в каждом дворе.

20 августа 1861 года мировой посредник в очередной раз докладывал, что беспорядки в имении Лучай Вилейского уезда времени от времени увеличиваются. Среди главных зачинщиков и возмутителей спокойствия среди крестьян указывались Михаил Земченок, Казимир Земченок, Мартин Михайлов сын Земченка, Франц Такан и Устин Скурач. Мировому посреднику было известно, что бунтовщики поддерживали тайные сношения с заключённым в Вилейской тюрьме Игнатием Земченком. Все меры мирного успокоения, предпринятые мировым посредником и земской полицией, остались тщетными.
«Как известно в.п. из представлений моих, что третья часть волости Лучайской отделилась произвольно от волостного правления и самовольно устраивает при жилище Земченко новую волостную канцелярию, нашли отставного солдата, который исправляет обязанности писаря, производит беззаконные сборы денег и, в случае неисполнения их воли, — сии „лучайские сепаратисты“ угрожают другим спокойным хозяевам. Трудно представить того безначалия, которое вкоренилось от трёх лет Лучайской волости, и главные подстрекатели поддерживают мнение между крестьянами, что они не должны подчиняться никаким властям и что никакая комиссия, ни даже сам начальник губернии не имел права, будучи в Лучае, их наказать», — докладывал мировой посредник. 
27 августа 1861 года гражданский губернатор Пахомыч предлагал виленскому генерал-губернатору для прекращения беспорядков в имении Лучай и аресту главных виновников командировать одного из военных чиновников, снабдив его необходимой инструкцией.
9 октября 1861 года начальник Виленской губернии издал предписание за № 5384, в котором поручил вилейскому земскому исправнику, совместно с жандармским офицером и мировым посредником 5-го участка, произвести расследование о новых беспорядках в Лучайской волости, вызванных неповиновением временнообязанных крестьян местным властям и насильственном домогательством их о перемене избранных ими должностных лиц.
10 октября гражданский губернатор Пахомыч, во исполнение предписания виленского генерал-губернатора, издал соответствующее распоряжение за № 5387.
3 ноября 1861 года, во исполнение данного предписания, вилейский земский исправник Черегин, поручик Корпуса жандармов Спиригатис и мировой посредник 5-го участка титулярный советник Окушко, прибыли в им. Лучай графа Мостовского и вызвали временнообязанных крестьян имения в местное волостное правление. Чиновники спрашивали крестьян, почему они не слушались своего старшину Антона Иосифовича Синицу и других должностных лиц волостного правления, а также требовали их смены и волостного писаря Анания Долгова. Крестьяне не стали объяснять причину своего решения. Лидеры среди крестьян категорично выступали за смену должностных лиц волостного правления и писаря — это были Михаил Адамович Земченок, его сын Мартин Михайлович Земченок, Франц Матвеевич Такан и Устин Николаевич Скурач.
4 ноября 1861 года вилейским земским исправником был составлен акт об отказе крестьян Лучайской волости Вилейского уезда подчиняться волостному правлению и подавлении их выступления. Согласно данного акта, Мартин Земченок и Устин Скурач находились под надзором полиции, так как ранее отлучались в гор. Петербург, где были арестованы и затем возвращены в имение Лучай. В тот же день было проведено повторное собрание, на котором было оглашено решения об аресте Мартина Земченка. Крестьяне единогласно обязались слушать и уважать настоящего своего старшину Антона Синицу. Таких крестьян было 153. Крестьяне Иван Мартинович Якубович, Иван Алексеевич Такан, Адам Николаевич Костюк, Григорий Иванович Мацур, Иосиф Михайлович Рагиня продолжали упорствовать и наносили оскорбления членам волостного правления. Вследствие их упорства в акте было вынесено следующее постановление: наказать полицейскими исправительными мерами — розгами, водворить на прежнее местожительство с учреждением над ними полицейского надзора.
Главных подстрекателей крестьян Лучайской волости Михаила Земченка, Франца Такана и Устина Скурача постановили арестовать и отправить под караулом в Вилейский тюремный замок.
Приставу 3-го стана от лица земского исправника было выдано предписание на арест Мартина Земченка, который скрылся, с последующим этапированием под караулом в гор. Вилейку.

## Последствия
4 декабря 1861 года гражданский губернатор Пахомыч докладывал виленскому генерал-губернатору о прекращении волнений в имении Лучай.
«Ныне вилейский земский исправник, представляя мне составленный за общей подписью, офицера Корпуса жандармов Спиригатиса и местного мирового посредника акт о том, что обнаружено по произведённому сими лицами розыску, а также о принятых им мерах к прекращению беспорядков, присовокупляет, что за принятыми ими мерами временнообязанные крестьяне Лучайской волости исполняют повинности свои исправно, нарекая на крестьянина Земченко за подстрекательство к неповиновению…
Вместе с тем, имея в виду, что, по вступившему ко мне теперь вторичному донесению вилейского земского исправника и по удостоверению поверенного графа Мостовского, совершенно прекратились беспорядки между временнообязанными крестьянами имения Лучай, которые исполняют исправно все лежащие на них обязанности, и принимая во уважение, что и дворовым управлением названного имения в отношении к крестьянам исполнено всё, что от него требовалось (о чём подробно изложено в представлении моём от 10 месяца октября № 5387), я считаю, что дальнейшее содержание в том имении воинской команды излишним вместе с тем сделано надлежащее сношение о немедленном выведении оной оттуда.
К сему долгом считаю присовокупить, что вместе с сим потребованы мною от виленского уездного предводителя дворянства ближайшие сведения о том, выданы ли им по принадлежности представленные к нему 1 сентября сего года экономии имения Лучай следовавшие по расчёту временнообязанным крестьянам того имения 2906 руб. 73 коп. с тем, чтобы если деньги эти не розданы крестьянам они были безотлагательно вручены по принадлежности.
Что же касается арестованных крестьян: Михаила Земченко, Франца Такана и Устина Скурача, а также скрывшегося Мартина Земченко, которых, по мнению составителей акта, для водворения порядка в имении необходимо выселить из оного, то вместо сего я полагал бы необходимым по выдержанию их в тюрьме, до окончательного водворения порядка в имении, водворить потом на местах жительства под ближайшим надзором волостного старшины и мирового посредника. Гражданский губернатор Пахомыч».

## Урегулирование земельных споров
10 сентября 1864 года Поверочная Комиссия прибыла в имение Лучай графа Богдана Мостовского, предварительно послав помещику и крестьянам повестки № 558 и 591. В присутствии управляющего по доверенности имениями графа Мостовского Норберта Шишило и всех крестьян имения, а также четырёх добросовестных крестьян Пуховского сельского общества (Ивана Литвинёнка, Юрия Гайдукевича, Семёна Петрикевича, Антона Рудки) предъявила крестьянам Уставную грамоту, введённую в действие 18 октября 1862 года. Поверочная Комиссия разъяснила крестьянам основания предстоящего выкупа земельных угодий.
При поверке Уставной грамоты, крестьяне деревень Кукиши, Гавриловичи и Казнадеево заявили, что помещик отобрал часть земель, находящихся у них в пользовании. В результате проверки оказалось, что просьба крестьян дд. Кукиши и Гавриловичи подлежит удовлетворению. Заявление же крестьян д. Казнадеево не подлежало удовлетворению. Затем Комиссия поручила своим землемерам проверить крестьянские земли, составить для них планы, приняв за основу планы, находящиеся у помещика.
Затем был проведен опрос крестьян и управляющего имением о качестве угодий относительно пашни и сенокоса. Крестьяне семи деревень показали, что земля у них глинистая, песчаная и подзолистая. Сеяли они все виды хлеба, но с успехом родил один только овёс. Средний урожай хлеба до двух зёрен. Сенокосы у них были грунтовые и болотные плохого качества, с которых каждый хозяин получал от 8-ми до 11-ти волов сена. То же повторили и добросовестные. Крестьяне объявили, что в выкупном акте цена крестьянского надела была довольно высокая, однако подписать протокол согласились.
Управляющий же имениями показал, что земля у крестьян глинистая, а местами и чернозёмная. Крестьяне с успехом сеяли все виды хлеба, преимущественно ячмень и пшеницу. Средний урожай хлеба достигал до 7-ми зёрен. Сенокосы были грунтовые и болотные хорошего качества. Каждый хозяин на своём участке делал укос от 20 до 30 волов сена. При выкупном производстве управляющий представил письменное заявление, в котором было указано о несправедливом измерении земли и низкой оценке крестьянских угодий.
После завершения своей работы, Поверочная Комиссия постановила все дела производства, в том числе Выкупной Акт, представить в Виленское Губернское по крестьянским делам Присутствие
Согласно Выкупного Акта, бывшее имение Лучай Лучайской волости охватывало следующие деревни: Карповичи, Васевичи, Казнадеево, Дашки, Гавриловичи и Кукиши. Все эти деревни входили в состав Лучайского сельского общества (91 двор и 495 ревизских душ, в том числе 15 батраков). Семеро безземельных крестьян во время реформы были наделены землей.

Однако земельные споры продолжались и в более позднее время. 16 ноября 1865 года за № 13735 Министерство Выкупных дел направило следующее отношение в Главное Выкупное Учреждение (г. Санкт-Петербург):
«…Земский отдел имеет честь уведомить Главное Выкупное Учреждение, что в Министерство Выкупных дел передана жалоба поверенного от общества крестьян собственников Лучайской волости Вилейского уезда Франца Такана на утверждение Губернским Присутствием составленных Поверочною Комиссией Вилейского уезда выкупных актов по имениям, принадлежащих к их обществу. Означенное прошение вместе с сим препровождено к Начальнику Виленской губернии для доставления надлежащих сведений и затем по рассмотрению дела в установленном порядке, о последующем будет сообщено Главному Выкупному Учреждению в своё время».
В отношении 15 февраля 1866 года дополнительно указывалось следующее: 
«В дополнение к отношению от 16 ноября минувшего года за № 13735 Земский отдел имеет честь уведомить Главное Выкупное Учреждение для зависящих со стороны распоряжений, что поданная крестьянами собственниками Лучайской волости Вилейского уезда жалоба на Виленское Губернское Присутствие за утверждение выкупного акта на имение Лучай графа Мостовского оставлено Министерством без последствий, как поданная на единогласное постановление Губернского Присутствия».
Выдержка из копии постановления Вилейского Мирового Съезда от 20 августа 1875 года за № 121 содержит претензии со стороны поверенного графа Мостовского: 
«Слушали прошение поверенного помещика Вилейского уезда владельца имения Лучай графа Богдана Мостовского Титулярного Советника Иосифа Фахлевича, полученное 11 августа 1872 года, в котором излагается, что при обозначении границ крестьянского надела в им. Лучай по деревне Гавриловичи обнаружено пропущенными по Выкупному акту по состоящих в действительном владении крестьян с 1864 года в отдельных урочищах 137 дес. 893 саж. земли, за которые веритель сего граф Мостовский назначения выкупной ссуды не получил, а за оную все государственные и земские повинности, а также процентный сбор с 1864 года не уплачивал. В настоящее время произведена инструментальная съёмка землемером Мирового Съезда пропущенных урочищ… Мировой посредник представил своё дознание, произведённое при понятых добросовестных крестьянах д. Васевичи: Онуфрии Танане, Франце Регине и Феликсе Короленко, а также поверенных от крестьян имения Лучай: Игнатии Вешторте, Осипе и Николае Тананах, из которых видно, что по качеству своему и положению должны быть обложены дополнительным выкупным платежом на основании Правил 26 марта 1869 года только следующие урочища: Подъель, Хвощеватка, Подрепище, Замостье, Малые и Большие Осиновки, Смычица, Ловушка, Подъельница, Козий Луг, Гороховое».
Тяжба по имению Лучай стала известна самому императору Александру ІІ, про что свидетельствуют архивные сведения. 24 апреля 1878 года Особой Канцелярией Министерства Финансов было направлено отношение Главное Выупное Учреждение с припиской «По Высочайшему повелению»: 
«Вследствие представления Главному Выкупному Учреждению от 13 июля 1877 года за № 3450 Господин Министр Финансов входил в Главный Комитет об устройстве сельского состояния с представлением, в коем полагал, согласно с заключением Министерства Внутренних Дел: по дополнительному выкупному акту по имению Лучай Графа Мостовского разрешить дополнительную выкупную ссуду в количестве 993 руб. 50 коп. Главный комитет, как видно из журнала сего Комитета от 27 марта 1878 года, доставленного в выписке в Министерство Финансов от 12 апреля за № 168 полагал: представление Министерства Финансов утвердить. Государь император на журнале Главного Комитета в 11 день апреля 1878 года соизволил написать Собственноручно: „Исполнить“. О таком Высочайшем повелении даю знать Главному Выкупному Учреждению для надлежащего исполнения, возвращая представленное оным дело о выкупе по означенному дополнительному акту. За Министра Финансов подпись. Товарищ Министра подпись».